# Inferno d'ammore/Vagabondo d'o mare
Inferno d'ammore/Vagabondo d'o mare, pubblicato nel 1975, è un singolo del cantante italiano Mario Merola.

## Storia
Il disco, che contiene due cover di brani è un 45 giri inciso da Mario Merola.

## Tracce
Lato A
- Inferno d'ammore (Eduardo Alfieri - Alfonso Chiarazzo)

Lato B
- Vagabondo d' 'o mare (Chiarazzo - Ruocco)

## Incisioni
Il singolo fu inciso su 45 giri, con marchio Edibi (ZEDB 50238).